# Авадзи (город)
Ава́дзи (яп. 淡路市 Авадзи-си) — город в Японии. Расположен на севере острова Авадзи в префектуре Хиого. Площадь города составляет 184,28 км², население — 44 203 человека (1 августа 2014), плотность населения — 239,87 чел./км². Количество жителей в Авадзи постепенно уменьшается — в 1960 году на его территории проживали 66 305 человек.
Город Авадзи был образован 1 апреля 2005 года путём слияния посёлков Авадзи, Хигасиура, Хокудан, Итиномия и Цуна.

## Примечания

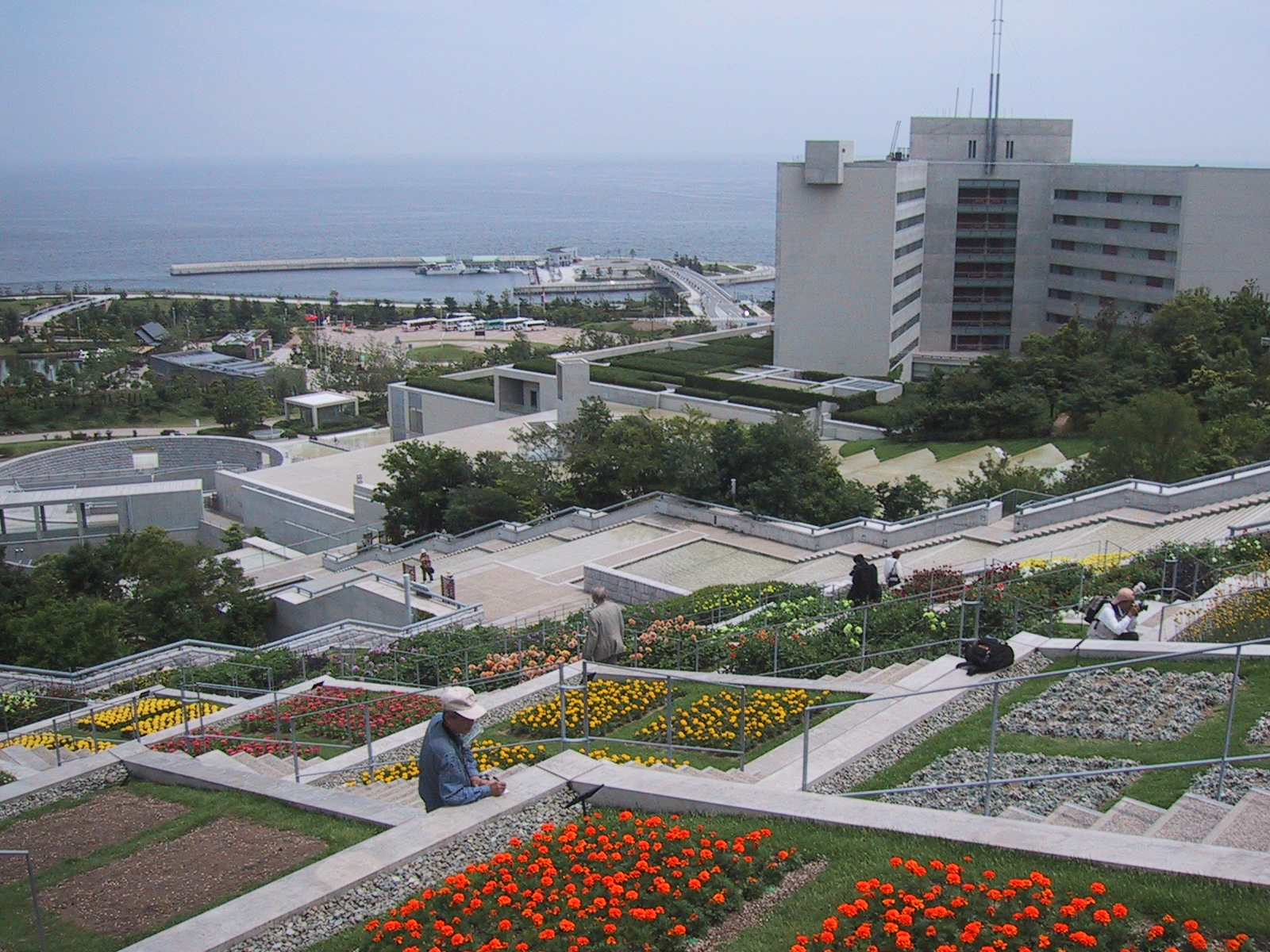
Авадзи Юмэбутай, отель и выставочный центр в городе Авадзи